# 切爾西和富勒姆 (英國國會選區)
切爾西和富勒姆（英語：Chelsea and Fulham），英國國會一自治市選區，包括英格蘭大倫敦肯辛頓和車路士區南部和咸默史密夫及富咸區南部。創設於2010年。
2010年大選中保守黨的格雷格·漢茲以60.5%選票勝出該區。2015年大選中及2017年大選中連任。